# 歐凱治療
歐凱療法（Orthokine），又称瑞尖療法（Regenokine）是一項針對疼痛以及骨关节炎的醫療技術。这种疗法是將病患自己的血液取出、處理、然後再注射到患者關節中作為抗炎性藥物，來減少慢性疼痛及停止骨关节炎。
这种疗法是德國杜塞道夫脊椎骨科醫師彼德·魏林（Peter Wehling）所研發的專利技術，該過程從患者的手臂中取出大約2美製液量盎司（59毫升）的血液，然後將其在略微升高的溫度下進行孵育。然後將液體放入離心機中，直到其組成部分分離。 將血清注射到患者的患處。

## 治療方式
注射歐凱生長激素回患者脊椎也能非常有效的治療椎間盤突出或椎管狹窄造成的神經壓迫。歐凱細胞生長激素可以阻止神經細胞壞死且在某些狀況下，新的神經細胞會再生。
首先由患者手臂抽取50毫升的血液，接著在稍微高溫的環境下進行組織培養。接著透過離心機將血液的不同成份分離。分離後的液體內中層黃色的血清部分富含可以阻隔白血球間介素-1(interleikin-1, IL-1) 的成分（白血球間介素-1抗體或Interleukin-1 Receptor Antagonist, IL-1 Ra），而白血球間介素-1則會造成關節的退化及軟骨的破壞。 血清將會被重新注射回受影響之關節內。 這個療程可以減少關節的疼痛及不適，且是現有關節炎療法中唯一能停止關節軟骨壞死的治療。整個療程通常需要五天，包括四次注射。 患者可每年注射以減少關節的不適。而也是唯一能停止神經細胞死亡的治療。

## 历史
歐凱是由德國杜塞道夫的分子生物學家Julio Reinecke博士及脊椎骨科醫師Peter Wehling所研發的專利技術。  主要治療目標是關節本身的發炎，而非韌帶或半月板的問題。歐凱療法在1996年後開始在德國廣泛使用，至今全球已有約8萬名患者做過歐凱療法。 大部份接受歐凱的患者具有良好的反應。
從2003年開始，歐洲其它各國相繼成立歐凱關節炎治療中心，包含奧地利、捷克、羅馬尼亞、俄羅斯、保加利亞、斯洛維尼亞、匈亞利、義大利等國陸續接受認證，在2007年，台灣的新光骨科運動醫學中心是亞洲第一所通過認證的機構，目前也是東亞唯一一間使用歐凱治療的關節炎治療中心。
在2012年七月，進行歐凱治療需6000歐元。 此項治療並不在健康保險的給付項目中。預防醫學專家Chris Renna自2003年便開始將美國的患者轉介給Dr. Wehling，他說：「因為歐凱的昂貴及未被FDA認可，目前此項治療只有1~2%的人負擔得起。」
2012年八月，全球已有約六萬名患者做過歐凱治療。 因為歐凱治療尚未被美國食品藥品監督管理局（FDA）認可，因此許多美國人特地到德國接受治療。 在紐約及洛杉磯的兩處辦公室有提供類似的療程，但因沒有FDA認可所以不得進行任何廣告宣傳。匹茲堡大學骨科教授Freddie Fu認為歐凱治療的效度需經過更多高品質的獨立測試才能被FDA認可。 NBA球星柯比·布萊恩特地到德國接受Dr. Wehling的歐凱治療，因其治療前後的差異之大，使他成為歐凱中非常有名的個案,  一些球迷甚至稱之為「Kobe療法」。

## 歐凱治療和PRP的不同
歐凱和PRP （富血漿血小板治療）完全不同，NBA明星球員布萊恩的防護員主任蓋瑞·維帝（Gary Vitti）就曾經在公開場合談到，“有些人說布萊恩為了PRP（富含血小板的血漿治療技術）去了德國。這個技術並不是PRP！這跟布萊恩做的治療是不同的，布萊恩所做的治療叫做歐凱治療，Orthokine或是Regenokine。唯一與PRP治療相似的是在離心機中旋轉自己取出的血液。”
PRP治療的主要成分是血小板，而非白血球間介素-1抗體，血小板被認為可加速癒合。另外，PRP治療不像歐凱需要加熱血液樣本， 這個培養過程可使抗發炎的蛋白 (即白血球間介素-1抗體) 數量成長15-140倍。因為PRP無白血球間介素-1抗體之成分，因此注射PRP 無法阻擋白血球間介素-1對軟骨的破壞功能。 (請參考比較表)
| 比較項目 | 歐凱細胞生長激素治療(Orthokine)                                                                                     | 高濃度血漿血小板治療 高濃度血液生長因子治療 (PRP)  |
| -------- | --- | -------------------------------------------------- |
| 注入物質 | 細胞生長激素和生長因子（無血小板）                                                                                  | 血小板（活體）                                     |
| 活化因子 | 白血球間介素-1抗體和生長因子                                                                                        | 血小板內的生長因子                                 |
| 血小板   | 無 | 2-5倍（血液中之血小板）                            |
| 培養過程 | 使用血液培養24小時 (特殊誘發處理技術)                                                                               | 從血液中分離血小板 (只需分離出血小板)              |
| 儲存方式 | 冷凍保存（可保存7個月）                                                                                             | 8小時內使用（不能保存）                            |
| 適用症   | 退化性關節炎 （白血球間介素-1抗體） 神經壓迫 [椎間盤突出或椎管狹窄]（白血球間介素-1抗體） 肌腱或韌帶修復 (生長因子) | 肌腱或韌帶修復 (生長因子)                          |
| 治療效果 | 延緩、阻止軟骨或神經細胞壞死、退化 加速韌帶、肌腱、肌肉、肌膜組織修復 抗發炎 減少疼痛                               | 肌腱或韌帶修復 (生長因子) 減少疤痕 抗發炎 減少疼痛 |
| 注射方式 | 經由細菌過濾器 (無菌注射)                                                                                           | 不能經由細菌過濾器注射 (有感染風險)                |

## 其它參見
- 生物治療

## 延伸閱讀
- Wehling, Dr. Peter; Renna, Dr. Chris. . Amazon.de. 2011.

## 外部連結
- Orthokine.com （页面存档备份，存于）
- Regenokine.net